# Mioscirtus wagneri
Mioscirtus wagneri is een rechtvleugelig insect uit de familie veldsprinkhanen (Acrididae). De wetenschappelijke naam van deze soort is voor het eerst geldig gepubliceerd in 1859 door Eversmann.